# Ружићи (Груде)
Ружићи су насељено мјесто у Босни и Херцеговини у општини Груде које административно припада Федерацији Босне и Херцеговине. Према попису становништва из 1991. у насељу је живјело 1.550 становника.

## Становништво
| Националност       | 1991.          | 1981.          | 1971.          |
| Хрвати             | 1.535 (99,03%) | 1.598 (99,75%) | 2.181 (99,40%) |
| Срби               | 1 (0,06%)      | 0              | 7 (0,31%)      |
| Муслимани          | 0              | 0              | 0              |
| Југословени        | 0              | 1 (0,06%)      | 0              |
| остали и непознато | 14 (0,90%)     | 3 (0,18%)      | 6 (0,27%)      |
| Укупно             | 1.550          | 1.602          | 2.194          |

### Попис становништва у жупи Ружићи 1844.
За потребе Херцеговачке фрањевачке провинције, 22. јула 1844. године мјесни жупник Фра Анте Чутура направио је попис пастве у својој жупи. Демографски подаци представљени су у доњој таблици:
| Становништво жупе Ружићи 1844. |           |              |
| насеље                         | број кућа | становништво |
| Алаговац                       | 11        | 170          |
| Блажевићи                      | 5         | 42           |
| Борајна                        | 7         | 37           |
| Драгичина                      | 27        | 190          |
| Дриновци                       | 104       | 712          |
| Груде                          | 84        | 568          |
| Погана Влака                   | 17        | 113          |
| Ружићи                         | 71        | 516          |
| Тиаљина (данас Тихаљина)       | 94        | 551          |
| Вишњица                        | 10        | 107          |
| Укупно                         | 430       | 2906         |

Треба напоменути да је у години пописа на подручју жупе Ружићи живео један муслиман.